# آخرهفته طولانی (ای ناامیدی)
آخرهفته طولانی (انگلیسی: The Long Weekend) فیلمی آمریکایی اثر گرگ آراکی است. در این فیلم برت ویل نقش ایفا می‌کند. داستان این فیلم، داستان سه زوج، یک گی، یک لزبین و یک دگرجنس‌گرا را در طی یک آخرهفته دنبال می‌کند.